# Edgar Drechsel
Edgar Drechsel (* 16. April 1927 in Niederplanitz; † 20. Mai 2010 in Zwickau) war ein deutscher Batik-Künstler, Maler und Grafiker.

## Leben und Werk

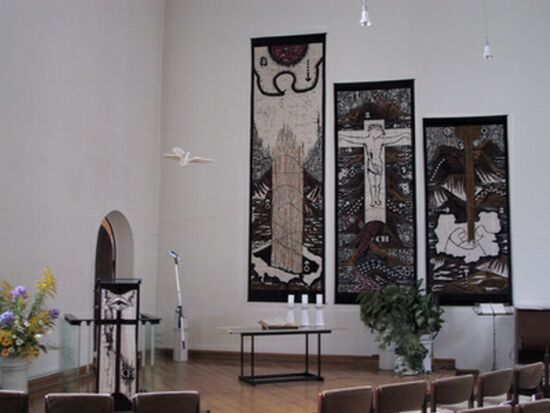
Triptychon im Schalom-Haus Schönebeck

Drechsel absolvierte die Zwickauer Mal- und Zeichenschule und arbeitete in Zwickau als Neulehrer für Kunsterziehung an der damaligen Alexander-Puschkin-Schule. Drechsel war aktives Mitglied der Zwickauer Baptisten-Gemeinde. Obwohl er mit Leib und Seele Lehrer war quittierte er 1958 den Schuldienst, als er vom Schulamt vor die Alternative „entweder Christ oder Pädagoge“ gestellt wurde. Er eignete sich autodidaktisch Kenntnisse der Textilgestaltung an und arbeitete gemeinsam mit seiner Frau Marga, die er 1952 geheiratet hatte, vor allem als Batik-Künstler. Ihre Arbeiten sind vom Bekenntnis zur griechischen Antike und zu christlichen Wertpositionen geprägt. Neben seiner Arbeit gab Drechsel Schülern der Oberstufe an einer Zwickauer Spezialschule Unterricht im Batiken.
Mitte der 1980er Jahre entwarf Drechsel mit seiner Frau die innenarchitektonische Gestaltung des vormaligen Synagogenraums im heutigen Schalom-Haus Schönebeck, und sie schufen für den Raum ein Triptychon.
Ab 1959 hatte er mit seiner Frau Ausstellungen im In- und Ausland, u. a. in der UdSSR und der CSSR und 1962/1963 auf der Fünften Deutschen Kunstausstellung in Dresden.
Sie lebten im eigenen Haus im Zwickauer Stadtteil Weißenborn. Drechsel war Mitglied des Zwickauer Kunstvereins.
Mit seiner Frau fand Drechsel die letzte Ruhe auf dem Johannisfriedhof Weißenborn.
Das Paar hatte zwei Kinder, die gelernte Töpferin und spätere Stilberaterin Brünhild Mielke (* 1966) und den Keramiker Tristan Drechsel (* 1955).

## Weitere Werke mit Marga Drechsel (Auswahl)

### Batik-Arbeiten
- Schongauer Variationen (1992, 55,7 × 47,5 cm; Sächsischer Kunstfonds; Inv.-Nr. KH 72/93)[2]
- Gegeißelter (1992, 47 × 55,3 cm; Sächsischer Kunstfonds; Inv.-Nr. KH 73/93)[3]

### Buchillustration
- Kurt H. Möller: Das Frühlingslicht des Kreuzes. Bethel-Verlag, Bielefeld, 1995. ISBN 3-922463-76-2; ISBN 978-3-922463-76-4

## Personalausstellungen mit Marga Drechsel (unvollständig)
- 1976: Weimar
- 1982: Potsdam
- 1992: Glauchau, Galerie art gluchowe („Batik, Grafik. Künstlerehepaar Marga und Edgar Drechsel.“)
- 2008: Zwickau, Galerie am Domhof („Weltsichten“; Aquarell, Batik, Grafik)